# Relació cel·lular

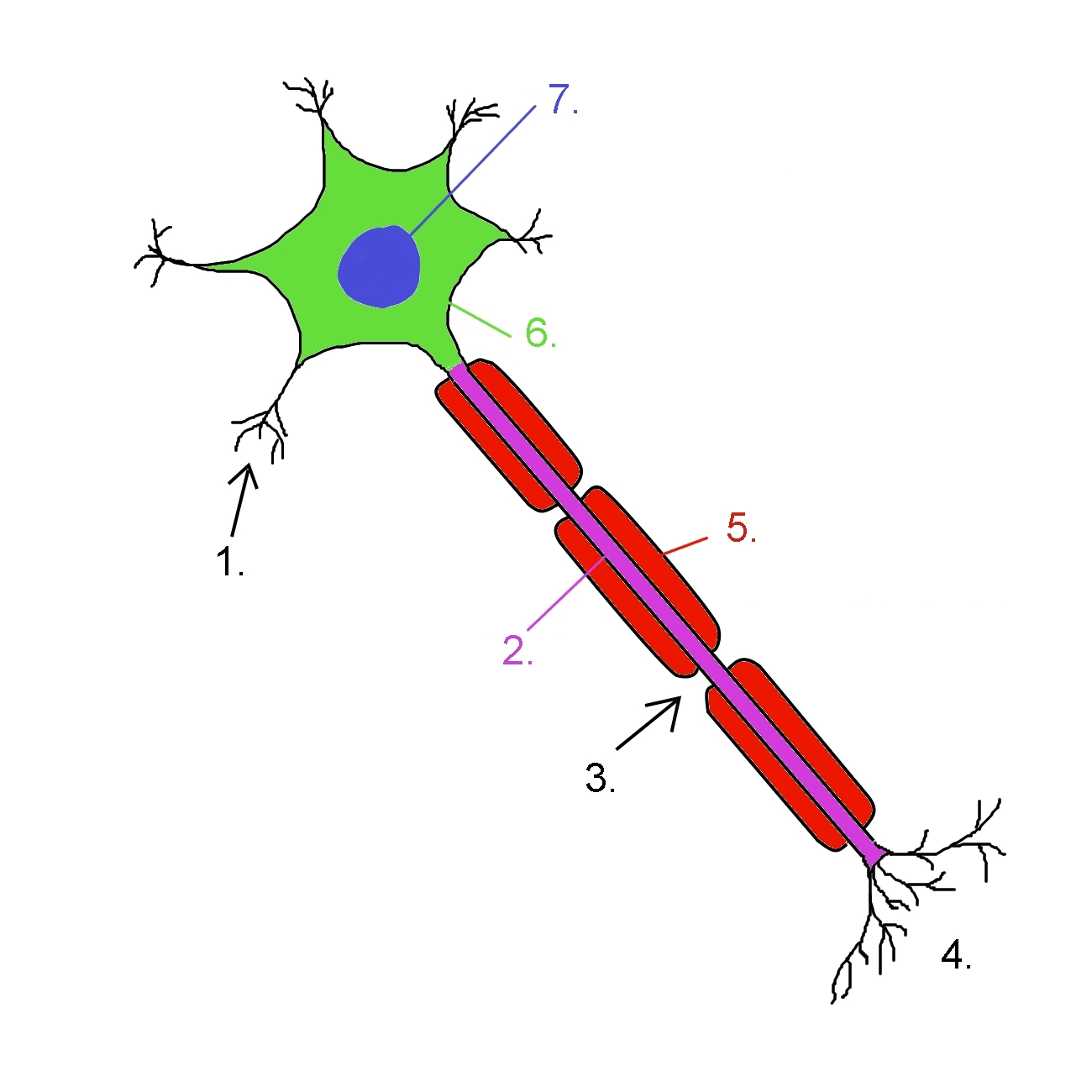
Representació esquemàtica de l'estructura d'una neurona que forma part de la relació cel·lular sinàptica

La relació cel·lular són les relacions entre les cèl·lules que els permeten detectar canvis en l'ambient que les envolta i modificar-ne el seu funcionament.
Les funcions de relació permet als organismes unicel·lulars adaptar-se al medi (quantitats de nutrients, superfícies, substàncies tòxiques, relació amb altres organismes...).
En organismes pluricel·lulars els permet reaccionar en coordinació amb altres cèl·lules
La funció de realació cel·lular requereix:
- Un receptor de l'estímul:l'estímul sol ser molt menor que l'efecte, acostumen a produir-se gràcies a reaccions en cascada que s'activen unes a les altres.
- Un procés d'amplificació
- Una modificació de l'estat cel·lular que pot ser no permanent o permanent.

## Estímul
Un estímul és una variació d'un factor ambiental que pot ser extern o intern. El receptor de l'estímul sol ser una proteïna de membrana que es modifica amb una variació del medi.

## Modalitats de comunicació entre les cèl·lules
A les cèl·lules animals es pot diferenciar bàsicament tres modalitats de comunicació entre les cèl·lules:
- Comunicació per contacte directe entre cèl·lules que estan de costat. Es porta a terme mitjançant canals minúsculs de comunicació tipus gap, presents entre les cèl·lules de gairebé tots els teixits animals, a través dels quals passen molècules missatgeres d'unes cèl·lules a altres.

- Comunicació mitjançant molècules unides a membranes. Les cèl·lules entren en contacte i s'acoblen les molècules transmissores d'una cèl·lula a les receptores d'una altra. Això passa, per exemple, durant el desenvolupament embrionari i en el sistema immunològic.

- Comunicació a distància mitjançant molècules segregades. Pot ser de tres tipus: 
  - Comunicació paracrina. Una cèl·lula es comunica amb les del seu entorn immediat mitjançant missatgers químics.
  - Comunicació endocrina. Es fa a través d'hormones que es produeixen en glàndules hormonals i es vessen al corrent sanguini. És relativament lent.
  - Comunicació sinàptica. La realitzen les neurones del sistema nerviós que transmeten impulsos amb rapidesa i precisió, passant d'unes neurones a altres mitjançant el procés de sinapsi on intervenen neurotransmissors.

## Exemple
Acció de l'adrenalina en el fetge: L'adrenalina és una hormona de petita mida molecular derivada de l'aminoàcid tirosina, actua en els animals posant-loes en alerta, per això es coneix com l'hormona de l'estrès. En els vertebrats es segrega a les glàndules suprarrenals i es difon pel sistema circulatori actuant sobre diferents tipus cel·lulars amb augment de glucosa a la sang i el múscul, augment del ritme cardíac, del ritme respiratori, broncodilatació, de l'activitat cerebral, etc.